# Fenômeno de Glória
Fenômeno de Glória é o décimo terciro álbum de estúdio da cantora evangélica Eliane Silva, lançado em 2010 pela sua gravadora Hosana Records.[carece de fontes?]
As fotos do CD ficaram por conta dos fotógrafos Osmar Goulart e Manoel Guimarães, e a capa ficou produzida pela Komunica.
Em mais de duas semanas após o lançamento, o álbum foi certificado disco de ouro pelas vendagens superiores a quarenta mil cópias, sendo mais tarde certificado novamente pelas vendagens de oitenta mil cópias recebendo assim um disco de platina.

## Faixas
| N.º            | Título                   | Compositor(es)                                   | Duração |  |
| 1.             | "A Lei do Equilíbrio"    | Agailton Silva                                   | 5:06    |  |
| 2.             | "Ele está Passando Aqui" | Moisés Cleyton                                   | 5:19    |  |
| 3.             | "O Médico Errou"         | Roberto Reis / Regravação de: Zé Marco e Adriano | 5:07    |  |
| 4.             | "Fenômeno de Glória"     | Rogério Jr.                                      | 6:12    |  |
| 5.             | "O Manto é Forte"        | Vanilda Bordieri                                 | 3:30    |  |
| 6.             | "É a mão de Deus"        | Agailton Silva                                   | 4:52    |  |
| 7.             | "A Tua Fé te Salvou"     | Jorge Binah                                      | 5:28    |  |
| 8.             | "Vai ser só Glória"      | Autoria e Regravação de: Gislaine e Mylena       | 6:04    |  |
| 9.             | "Quem diria hein ?"      | Sérgio Marques e Marquinhos                      | 5:51    |  |
| 10.            | "Xodó de Deus"           | Irmãs Andrades                                   | 4:46    |  |
| 11.            | "Ele é Deus"             | Vinícius Marquezany                              | 5:30    |  |
| 12.            | "É Hoje, é agora"        | Ryldo Lopes                                      | 4:10    |  |
| 13.            | "Adorai"                 | Vanilda Bordieri                                 | 4:59    |  |
| Duração total: | Duração total:           | Duração total:                                   | 1:13:57 |  |